# ICC-profil
Inom färgstyrning är en ICC-profil en uppsättning data som kännetecknar färgkaraktäristiken hos en färgenhet eller en färgrymd, och som styr färgkonverteringen mellan olika färgenheters färgomfång med avsikt att åstadkomma samma kulörer oberoende av enhet, i så stor utsträckning som möjligt. Med färgkaraktäristik menas här en beskrivning av de kulörer som en färgenhet kan återge eller registrera/läsa in.
ICC-profilformatet är öppet, leverantörs- och plattformsoberoende och specificeras av International Color Consortium (ICC) i den internationella standarden ISO 15076-1:2010 eller ICC.1:2010-12. Den senare kan läsas via ICC:s hemsida (www.color.org).

## Uppslagstabell (Lookup table)
Kärnan i en ICC-profil, som gör det möjligt att matcha färgvärden mellan olika färgenheter, är profilens uppslagtabell (eng. lookup table (LUT)) som utgörs av en tabell med den aktuella enhetens färgvärden (till exempel RGB) och deras motsvarande enhetsoberoende kulörer (definierade i till exempel CIELAB). Datan i tabellen utgörs av karaktäriseringsdatan.
Vid konvertering mellan två ICC-profiler jämförs profilernas uppslagstabeller för att på så sätt se vilka färgvärden (till exempel RGB eller CMYK) som bäst motsvarar den gemensamma kulören i CIELAB.

## Referensfärgrymd
Genom att definiera de enhetsberoende färgerna i ett gemensamt, enhetsoberoende färgsystem kan en färgmatchning ske mellan olika färgenheter. I ICC-specifikationen tillåts två sådana enhetsoberoende färgsystem: CIEXYZ och CIELAB (som kan beräknas utifrån CIEXYZ). Dessa färgsystem (eller färgrymder) benämns referensfärgrymder (eng. profile connection space (PCS)).

## Olika typer av ICC-profiler
I ICC-specifikationen nämns flera olika sorters profiler som fyller olika funktioner och som enligt specifikationen ska innehålla olika element:
- Enhetsprofiler:
  - Inprofil (eng. input profile), som beskriver färgkaraktäristiken hos en inenhet (till exempel en skanner eller en digitalkamera)
  - Utprofil (eng. output profile), som beskriver färgkaraktäristiken hos en utenhet (till exempel en skrivare eller en tryckpress)
  - Visningsprofil eller bildskärmsprofil (eng. display profile), som beskriver färgkaraktäristiken hos en visningsenhet (till exempel en datorskärm eller en projektor)
- DeviceLink profile (ungefär "enhetssammankopplande profil"), som beskriver direktkonverteringen av färgdata från en enhet till en annan utan att använda en referensfärgrymd (eng. profile connection space (PCS)), istället består den endast av kopplingar mellan enhetsberoende färgsystem (till exempel RGB–CMYK eller CMYK–CMYK) och inte RGB eller CMYK till CIELAB eller CIEXYZ som i fallet med enhetsprofilerna ovan. Fördelen med detta kan vara att konverteringen (till exempel CMYK till CMYK eller RGB till CMYK) kan styras på ett annat sätt, till exempel att 100 % K i källprofilen även blir 100 % K i målprofilen eller R: 255, G: 0, B: 0 alltid blir C: 0 %, M: 100 %, Y: 100 %, K: 0 %, trots att detta medför att de faktiska kulörerna inte kommer att matcha i praktiken[3]. Det är även möjligt att kompensera för punktförstoring och att koppla samman flera konverteringar i följd, med kravet att första och sista profilen i "länken" är enhetsprofiler[4]. DeviceLink-profiler kan inte bäddas in i bilder utan används av färgstyrningssystemet (till exempel en RIP eller Adobe Photoshop CS4).
- Färgrymdsprofil (eng. colourspace profile)
- Abstract profile, som beskriver konverteringen av färgdata mellan två referensfärgrymder (CIELAB eller CIEXYZ) för att uppnå vissa färgeffekter, ungefär enligt samma mönster som en DeviceLink-profil. "Abstract-profiler" kan inte bäddas in i bilder. Deras praktiska användning är begränsad[5].
- NamedColor profile, som används för att beskriva konvertering mellan färgsystem där färgerna beskrivs med namnbeteckningar (som till exempel i Pantone Matching System) och ett enhetsoberoende eller enhetsberoende färgsystem[6].